# Шарпсвил (Индијана)
Шарпсвил (енгл. Sharpsville) град је у америчкој савезној држави Индијана.

## Демографија
По попису из 2010. године број становника је 607, што је 11 (-1,8%) становника мање него 2000. године.
| Група             | 2000.       | 2010.       |
| Белци             | 604 (97,7%) | 587 (96,7%) |
| Афроамериканци    | 2 (0,3%)    | 1 (0,2%)    |
| Азијати           | 1 (0,2%)    | 0 (0,0%)    |
| Хиспаноамериканци | 8 (1,3%)    | 12 (2,0%)   |
| Укупно            | 618         | 607         |